# Midwinter Graces
Midwinter Graces – jedenasty album studyjny Tori Amos, wydany 10 listopada 2009 roku. Jest to pierwsza płyta tej artystki z piosenkami świątecznymi.

## Spis utworów
1. "What Child, Nowell"
2. "Star of Wonder"
3. "A Silent Night with You"
4. "Candle: Coventry Carol"
5. "Holly, Ivy and Rose"
6. "Harps of Gold"
7. "Snow Angel"
8. "Jeanette, Isabella"
9. "Pink and Glitter"
10. "Emmanuel"
11. "Winter's Carol"
12. "Our New Year"